# Yasna Poliana (Kramatorsk)
Yasna Poliana (en ucraniano: Ясна Поляна; en ruso: Ясная Поляна) es un asentamiento de tipo urbano ucraniano perteneciente al óblast de Donetsk. Situado en el este del país, hasta 2020 era parte del área municipal de Kramatorsk pero después de esta fecha, se convirtió en parte del raión de Kramatorsk y parte del municipio (hromada) de Kramatorsk.

## Geografía
Yasna Poliana se encuentra a orillas del riachuelo Mayachka (afluente del río Kasenni Torets), a 8 km de Kramatorsk y 98 km al norte de Donetsk.

## Historia
Yasna Polyana ha tenido el estatus de asentamiento de tipo urbano desde 1962. 

## Demografía
La evolución de la población de Yasna Poliana entre 1970 y 2022 fue la siguiente:
| 2574                                                          | 2574 | 1400 | 2254 | 2254 | 2148 | 2151 | 2200 | 2241 |
| (Fuente: Cities & Towns of Ukraine y UKRAINE: Größere Städte) |      |      |      |      |      |      |      |      |

Según el censo de 2001, la lengua materna de la mayoría de los habitantes, el 69,79%, es el ucraniano; del 28,62% es el ruso.

## Infraestructura

### Transporte
Hay una carretera local que conecta Yasna Poliana con Kramatorsk.